# Tijana Dapčević

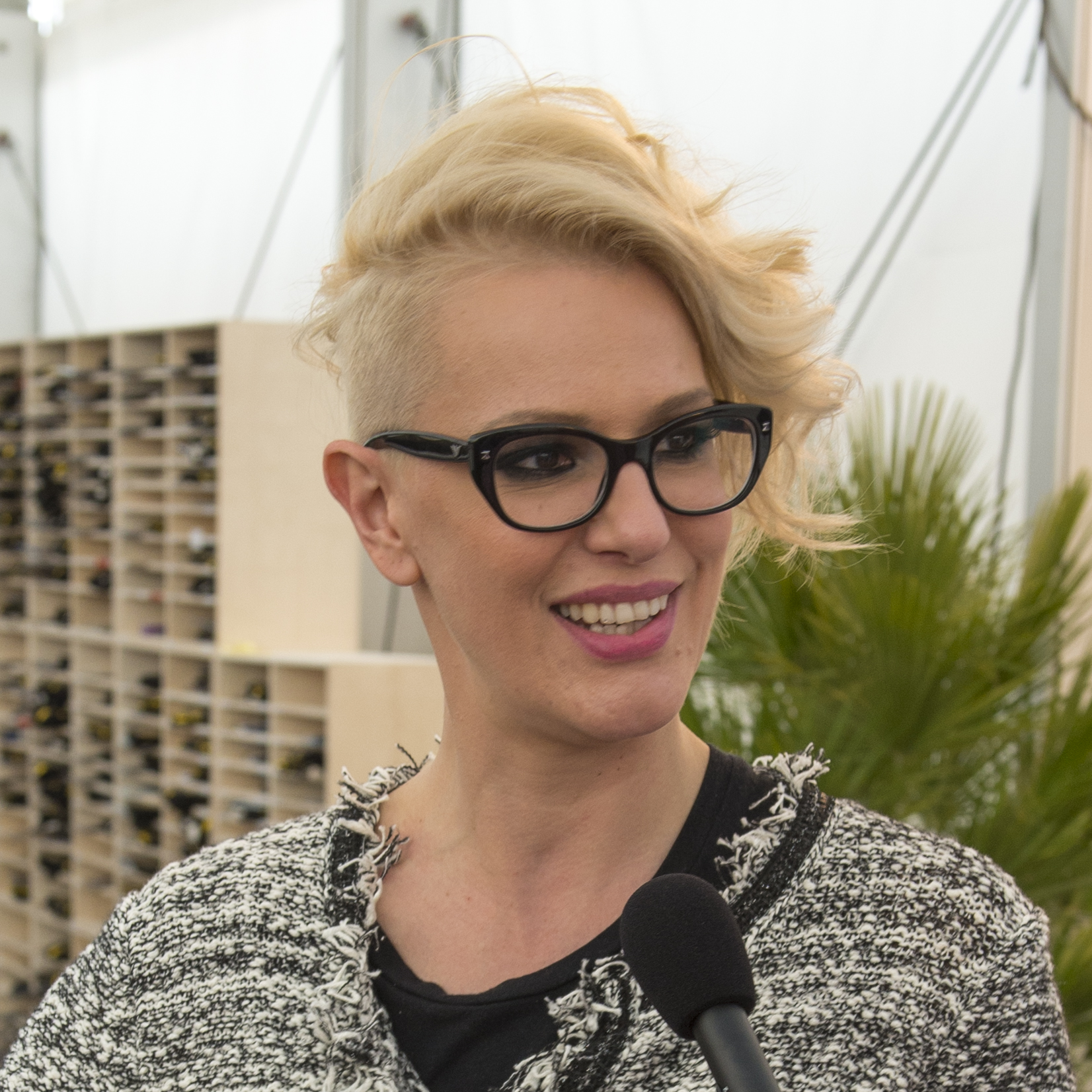
Tijana Dapčević (2014)

Tijana Dapčević (serbisch-kyrillisch Тијана Дапчевић, mazedonisch Тијана Дапчевиќ; geborene Todevska (Тодевска), Künstlername: Tijana (Тијана); * 3. Februar 1976 in Skopje, Jugoslawien) ist eine in Serbien tätige mazedonische Pop-Sängerin.

## Karriere und Leben
Ihre jüngere Schwester Tamara ist ebenfalls eine Pop-Sängerin. Tijana ist verheiratet.
Dapčević bedient den gesamten westbalkanischen Markt, indem sie jugonostalgische Elemente in ihre Musik aufnimmt. So ist einer ihrer Hits Sve je isto, samo njega nema – „Alles ist beim Alten, nur er ist nicht mehr hier“, wobei „er“ sich auf Tito bezieht – sowohl in den verschiedenen Varietäten des Serbokroatischen als auch auf Slowenisch und Mazedonisch gesungen. Mit diesem Titel gewann sie 2005 das Budva Music Festival.
2002 gewann sie das Sunčane-Skale-Festival mit dem Song Negativ, das Titelstück ihres Debütalbums. 2006 erreichte sie beim nationalen Vorausscheid des Eurovision Song Contest in Serbien und Montenegro den achten Platz mit dem Titel Greh („Sünde“).

## Eurovision Song Contest 2014
Tijana Dapčević wurde intern vom mazedonischen Sender MKRTV ausgewählt, das Land beim Eurovision Song Contest 2014 in Kopenhagen mit dem Lied To The Sky zu vertreten. Sie trat dort im zweiten Halbfinale am 8. Mai an, jedoch konnte sie sich nicht fürs Finale qualifizieren, da sie nur den 13. von 15 Plätzen erreichte.

## Diskografie

### Alben
- 2001: Kao Da… („Als ob...“)
- 2002: Negativ („Negativ“)
- 2004: Zemlja mojih snova („Das Land meiner Träume“)
- 2007: Žuta Minuta („Krisenminute“)
- 2010: Muzika („Musik“)

### Kompilationen
- 2011: Platinum Collection

### EPs
- 2015: Tri Boje Zvuka
- 2021: 2021

### Singles (Auswahl)
- 2002: Negativ
- 2004: Zemlja mojih snova
- 2004: Ona To Zna
- 2007: Sve Je Isto Samo Njega Nema
- 2014: To the Sky
- 2021: Reset